# Goodenia heteromera
Goodenia heteromera är en tvåhjärtbladig växtart som beskrevs av Ferdinand von Mueller. Goodenia heteromera ingår i släktet Goodenia och familjen Goodeniaceae. Inga underarter finns listade i Catalogue of Life.